# 23776 Ґоссе
23776 Ґоссе (23776 Gosset) — астероїд головного поясу, відкритий 17 серпня 1998 року.
Тіссеранів параметр щодо Юпітера — 3,383.